# Caeneressa hoppo
Caeneressa hoppo är en fjärilsart som beskrevs av Matsumura 1911. Caeneressa hoppo ingår i släktet Caeneressa och familjen björnspinnare. Inga underarter finns listade i Catalogue of Life.